# Хара-Шибірське сільське поселення
Хара́-Шибі́рське сільське поселення (рос. Хара-Шибирское сельское поселение) — сільське поселення у складі Могойтуйського району Забайкальського краю Росії.
Адміністративний центр та єдиний населений пункт — село Хара-Шибір.

## Населення
Населення сільського поселення становить 1453 особи (2019; 1642 у 2010, 1773 у 2002).